# ロエル・ヤンセン
ロエル・ヤンセン（ルール・-、Roel Janssen、1990年6月16日 - ）は、オランダ・フェンロー出身のサッカー選手。エールディヴィジ・フォルトゥナ・シッタート所属。ポジションはDF。

## 経歴
2010-11シーズン、VVVフェンローのトップチームに昇格した。しかし、出場機会は全くなく、2011年7月にフォルトゥナ・シッタートに1年契約で移籍した。ここでは1年目からレギュラーの座を掴み、12月15日に契約を2年延長した。
2016年8月、若手時代を過ごしたVVVフェンローに加入した。
2020年4月21日、フェンローとの契約満了に伴い、再びフォルトゥナ・シッタートに2020-21シーズンから復帰することが決まった。